# توم بيج
توم بيج (بالإنجليزية: Tom Page)‏ (15 نوفمبر 1888 في المملكة المتحدة - 26 أكتوبر 1973 في المملكة المتحدة) هو لاعب كرة قدم بريطاني (وحمل سابقاً جنسية المملكة المتحدة لبريطانيا العظمى وأيرلندا) في مركز الهجوم. لعب مع بورت فايل ونادي إيفرتون ونادي روتشديل ونادي سانت ميرين وNew Brighton A.F.C. ‏.